# Метт Гілліс
Метт Гілліс (англ. Matt Gillies, 12 серпня 1921 — 24 грудня 1998, Ноттінгем) — шотландський футболіст, що грав на позиції захисника за клуби «Болтон Вондерерз» та «Лестер Сіті». По завершенні ігрової кар'єри — тренер.

## Ігрова кар'єра
У дорослому футболі дебютував 1946 року виступами за команду «Болтон Вондерерз», в якій провів шість сезонів, взявши участь у 145 матчах чемпіонату.  Більшість часу, проведеного у складі «Болтона», був основним гравцем команди.
1952 року перейшов до клубу «Лестер Сіті», за який відіграв три сезони. Граючи у складі «Лестер Сіті», також здебільшого виходив на поле в основному складі команди. Завершив професійну кар'єру футболіста виступами за команду «Лестер Сіті» у 1955 році.

## Кар'єра тренера
Завершивши ігрову кар'єру, залишився в структурі «Лестер Сіті», де 1956 року став асистентом головного тренера команди, а за два роки очолив її тренерський штаб. Тренував лестерську команду протягом десяти років, за цей період ставши тренером-рекордсменом клубу за кількістю ігор, проведених під його керівництвом, — 508 ігор. 1964 року приводив її до перемоги у розіграші Кубка англійської ліги.
1969 року очолив команду «Ноттінгем Форест», яку залишив у 1972, невдовзі після того як команда не зберегла місце в найвищому англійському дивізіоні.
Помер 24 грудня 1998 року на 78-му році життя в Ноттінгемі.

## Титули і досягнення

### Як тренера
- Володар Кубка англійської ліги (1):

«Лестер Сіті»: 1963-1964